# جايسون لويس
جايسون لويس (بالإنجليزية: Jason Lewis)‏ مواليد 25 يونيو 1971 في نيوبورت بيتش، أورانج، كاليفورنيا، الولايات المتحدة، هو ممثل أمريكي بدأ مسيرته الفنية عام 1995.

## الأعمال

### أفلام
- الجنس والمدينة 2

## روابط خارجية
- جايسون لويس على موقع IMDb (الإنجليزية)
- جايسون لويس على موقع ألو سيني (الفرنسية)
- جايسون لويس على موقع أول موفي (الإنجليزية)
- جايسون لويس على موقع قاعدة بيانات الأفلام السويدية (السويدية)
- جايسون لويس على موقع إن إن دي بي (الإنجليزية)
- جايسون لويس على موقع قاعدة بيانات الفيلم (الإنجليزية)
- جايسون لويس على موقع كينوبويسك (الروسية)